# Социальный заказ
Социальный заказ, или «общественный заказ», это общественная потребность, актуальная для общества в целом. Также это может быть выполнением интеллектуальной работы, например, в области искусства или культуры, с учётом идеологической направленности официальной политики государства. Это также может происходить вопреки объективным закономерностям и общественным потребностям. Это выражение связано с понятием Государственный заказ.

## Советский период
В СССР социальный заказ выражался как реализация определенной государственной идеологии и был частью идеологии Социалистического реализма.
Введение этого термина в общее употребление связывается с группой ЛЕФ (Левый фронт искусств). Согласно Иосифу Альвеку, Николай Асеев был первым, кто выдвинул это понятие.
В 1929 году в журнале Печать и революция разворачивалась дискуссия о социальном заказе, которая имела большой литературно-общественный резонанс. В ней принимали участие Ф. Гладков, Л. Леонов, Б. Пильняк, И. Сельвинский, А. Караваева, и К. Федин.
В 1934 году, выступая на Первом съезде советских писателей, Максим Горький подчеркнул значимость воспитательной роли литературы. Это нашло отражение в развернутой под его руководством серии фабричных очерков "История фабрик и заводов", а также в коллективном труде "Беломорско-Балтийский канал" (1934), в работе над которым приняло более тридцати советских писателей, журналистов и литераторов. Книга должна была стать образцом "воспитательной прозы", повествовать о "переплавке человеческой души", что соответствовало социальному заказу эпохи соцреализма. Беломорско-Балтийский канал поддерживал представление о том, что "художественная книга должна быть организатором сознания рабочего класса". (Гаганова А. А. Производственный роман: кристаллизация жанра, М, Спутник, 2015. 246с- см С.93)

## Современный анализ
По словам Николая Бердяева,
«Религиозное искусство прошлого было искусством «социального заказа» в глубоком, духовном смысле слова.»
Сегодня понятие «социальный заказ» в разных источниках может трактоваться по-разному. Оно может быть использовано в области образования или психологии.
В области образования, общественная потребность социального заказа может выражаться в различных видах.
«Со стороны государства она может выражаться в необходимости решения таких общественно и индивидуально значимых вопросов, как помощь различным людям, столкнувшимися со сложностями (бедные, инвалиды, престарелые, беженцы, заключенные, жертвы насилия, беспризорные и т. п.) и массовая социальная работа – с детьми, семьями, одинокими людьми, теми или иными группами риска.»
Перевод этого выражения на западные языки затруднителен.